# Federal Convention of Namibia
Die Federal Convention of Namibia (FCN) war eine politische Partei in Namibia. Sie galt als ethnische Partei der Rehoboth Baster. Sie verlor im Februar 2024 die Zulassung der namibischen Wahlkommission (ECN).

## Parteigeschichte
Die FCN gründete sich 1988 aus zahlreichen kleinen Parteien. Sie trat nach 1999 nicht mehr öffentlich in Erscheinung. Während fast der ganzen aktiven Parteizeit (bis 1998) war Johannes Diergaardt, der auch Staatsoberhaupt des Homeland Rehoboth war, Parteipräsident. Seitdem führt Kephes Conradie die Partei.
- Rehoboth Free Democratic Party (RFDP)[1]
- Democratic Action for Namas (DAN)[2]
- Liberated Democratic Party/Rehoboth Liberation Front (LDP/LF)[3]
- National Progressive Party (NPP)[2]
- United Liberation Movement (ULM)[2]
- Namibia People’s Liberation Front (NPLF)[2]
- NUDO Progressive Party (NUDO-PP)[4]

## Wahlergebnisse
| Parlamentswahl | Stimmenanteile | Sitze |
| -------------- | -------------- | ----- |
| 1999           | 0,14 %         | 0/72  |
| 1994           | 0,24 %         | 0/72  |
| 1989           | 1,59 %         | 1/72  |